# الصفوح
الصفوح (به عربی: الصفوح) یک منطقهٔ مسکونی در امارات متحده عربی است که در دبی، امارات واقع شده‌است.